# Hästevik
Hästevik is een plaats in de gemeente Göteborg in het landschap Bohuslän en de provincie Västra Götalands län in Zweden. De plaats heeft 134 inwoners (2005) en een oppervlakte van 22 hectare. De plaats ligt op het eiland Hisingen en grenst aan het Kattegat. De plaats wordt omringd door op sommige plaatsen begroeide rotsen en de stad Göteborg ligt op ongeveer vijf kilometer van de plaats.